# Altenbaumburg
Die Altenbaumburg ist die Ruine einer Spornburg auf einem Bergrücken über dem Ort Altenbamberg im rheinland-pfälzischen Alsenztal. Sie ist die Stammburg der Raugrafen.

## Geschichte
Über den genauen Zeitpunkt ihrer Errichtung liegen keine Informationen vor. Bei dem vielfach genannten Erstbeleg der Altenbaumburg von 1129 handelt es sich um eine Fälschung Schotts. Ein seit 1154 in Urkunden erscheinender Graf Emicho von Bomenburg kann mit einiger Berechtigung als Nachweis für die Altenbaumburg herangezogen werden. Ungewiss bleibt allerdings, ob sich sein Beiname auf diese Anlage bezieht. Da auch die Teilung des Raugrafengeschlechtes in zwei unterschiedliche Linien 1214 in dieser Hinsicht keinen Aufschluss gibt, bleibt nur der Rückgriff auf eine Urkunde aus dem Jahr 1253, die von der Errichtung einer „Neuen Burg“ bei dem heute verschwundenen Dorf Sarlesheim handelt. Bei der neu errichteten Anlage handelt es sich um die spätere Neuenbaumburg im wenige Kilometer entfernten Neu-Bamberg. Urkunden ab 1324 nennen explizit den Namen Altenbaumburg.
1317 lassen sich bereits mehrere Besitzer belegen, was die Anlage selbst zur Ganerbenburg machte. Am wirtschaftlichen Niedergang der Familie konnte auch die Privilegierung der Talsiedlung mit Oppenheimer Stadtrecht sowie Marktrechten durch König Ludwig den Bayern 1320 wenig ändern. Wegen innerfamiliärer Erbstreitigkeiten und finanzieller Probleme sahen sich die Raugrafen seit der Mitte des 14. Jahrhunderts gezwungen, den Pfalzgrafen bei Rhein und den Grafen von Sponheim das Öffnungsrecht zuzugestehen. 1366 folgten Verpfändungen einzelner Gebäude, insbesondere der gesamten mittleren Burg, an die Pfalzgrafen, deren kurpfälzischen Erben es bis 1457 gelang, drei Viertel der Burg in ihrer Hand zu vereinigen. Das restliche Viertel gelangte auf Umwegen zur selben Zeit in den Besitz des Hauses Pfalz-Simmern. Zu Beginn des 16. Jahrhunderts gaben die Pfalzgrafen die Burg als kurpfälzisches und pfalz-simmerisches Erblehen an verschiedene Adelsfamilien, die zeitweise eigene Amtleute einsetzten.
Offensichtlich waren schon Ende des 15. Jahrhunderts Teile der Altenbaumburg unbewohnt und im Verfall begriffen. 1482 durfte Schweikard VIII. von Sickingen mit pfalzgräflicher Erlaubnis von dort Steine als Baumaterial für seinen Neubau der Ebernburg abtransportieren. In den restlichen Burggebäuden lagen während des Dreißigjährigen Krieges ab 1621 spanische und ab 1631 schwedische Besatzungen. 1666 wurde die Burg vom pfälzischen Kurfürsten Karl I. Ludwig in seinem Feldzug gegen Lothringen erobert. Ein vollständiger Wiederaufbau oder auch nur der Unterhalt der noch bestehenden Gebäude scheint nicht mehr erfolgt zu sein, denn 1681 betitelte eine Schriftquelle die Burg nur noch als Ruine. Endgültig verwüstet wurden die seinerzeit dennoch gewiss recht ansehnlichen Gebäude 1689 durch französische Truppen. In den Jahren von 1980 bis 1986 erfolgte eine durchgreifende Sanierung.

## Architektur
Die 200 mal 40 Meter messende Ruine der Altenbaumburg besteht aus drei separaten Anlagen, deren bauliche Reste größtenteils aus dem 14. und 15. Jahrhundert stammen. Die früher von nur wenigen markanten Einzelheiten gekennzeichnete Silhouette der Gesamtanlage wird heute von einem wieder aufgebauten Wohnhaus am Ende des Bergsporns bestimmt.

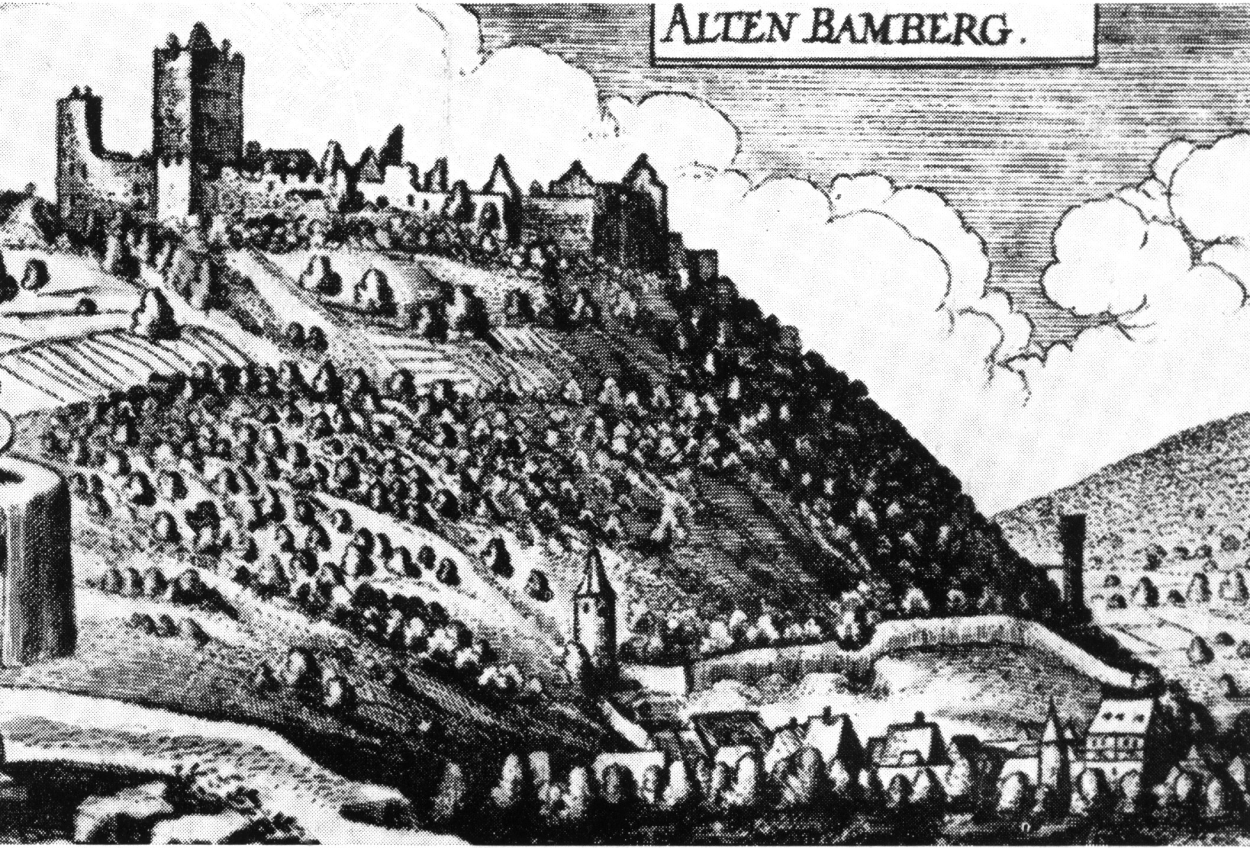
Kupferstich von Daniel Meissner, vor 1629

Am besten erhalten hat sich in der östlich gelegenen, trapezförmigen Oberburg die Schildmauer mit einer ehemaligen Höhe von etwa 15 Metern bei einer Dicke von nur etwas mehr als einem Meter. Begrenzt wird diese wohl aus der ersten Hälfte des 14. Jahrhunderts stammende Mauer im Nordosten von einem nur wenig höheren, dreiviertelrunden Eckturm und im Südosten von einem noch 18 Meter aufragenden Rechteckturm mit Resten einer Abortanlage und eines Schornsteinschachts im Innern. Ein Schutthügel, unter dem der Stumpf des rechteckigen Bergfrieds mit Buckelquadern aus dem frühen 13. Jahrhundert freigelegt wurde, beherrscht heute den ehemaligen Burghof. Nach einem Kupferstich aus der Zeit vor 1629 kann der Turm etwa 40 Meter hoch gewesen sein und gehörte damit zu den mächtigsten seiner Art überhaupt. Übrig geblieben ist davon ein vier Meter hohes Mauerstück auf der neun Meter langen Nordwestseite in Buckelquaderausführung.
Mit etwa 40 Metern in der Breite schirmte die Oberburg mit ihrer Schildmauer und dem vorgelagerten, heute von einer Eisenbrücke aus dem späten 19. Jahrhundert überspannten Halsgraben den gesamten übrigen Teil des Burgareals gegen die Bergseite ab. Mittel- und Unterburg verschmälern sich stetig bis auf eine Breite von 25 Metern an der Bergspitze.
Die Mittelburg ist mit einer Fläche von 20 mal 30 Metern der kleinste der drei Burgteile. Gegen die Oberburg schließt sie, flankiert von einem Rundturm, mit einer heute nur noch bis auf Brusthöhe über dem Hofniveau aufsteigenden Schildmauer mit vorgelagertem Graben ab. Die Ringmauerkronen sind stark restauriert worden. Außer der Giebelwand eines zweistöckigen Hauses haben sich nur noch einige Spolien erhalten, darunter profilierte Kamingewände und Fensternischen.
Die größte Ausdehnung erreicht die gotische Unterburg mit einer Länge von etwa 50 Metern. Auf den Grundmauern eines großen Gebäudes, das in die Ringmauer einbezogen war, wurde von 1981 bis 1983 ein palasähnliches Gebäude errichtet, das heute das Burgrestaurant beherbergt. Im Verlauf dieser Arbeiten wurden der ehemalige Abortschacht zu einem Standerker umgestaltet und vor die frei ergänzte hofseitige Mauer ein ebenfalls zuvor nicht vorhandener achteckiger Treppenturm gesetzt. Im Burghof befinden sich neben der angeblichen, jedoch für diese Stelle nicht konkret belegten Burgkapelle mit ergänztem Rundbogen und spätgotischen Gewölbeansätzen außerdem ein Kellerzugang und ein Brunnenschacht. Einige Säulchenbasen dienen im Gastzimmer des Restaurants zu Dekorationszwecken.